# Dânae

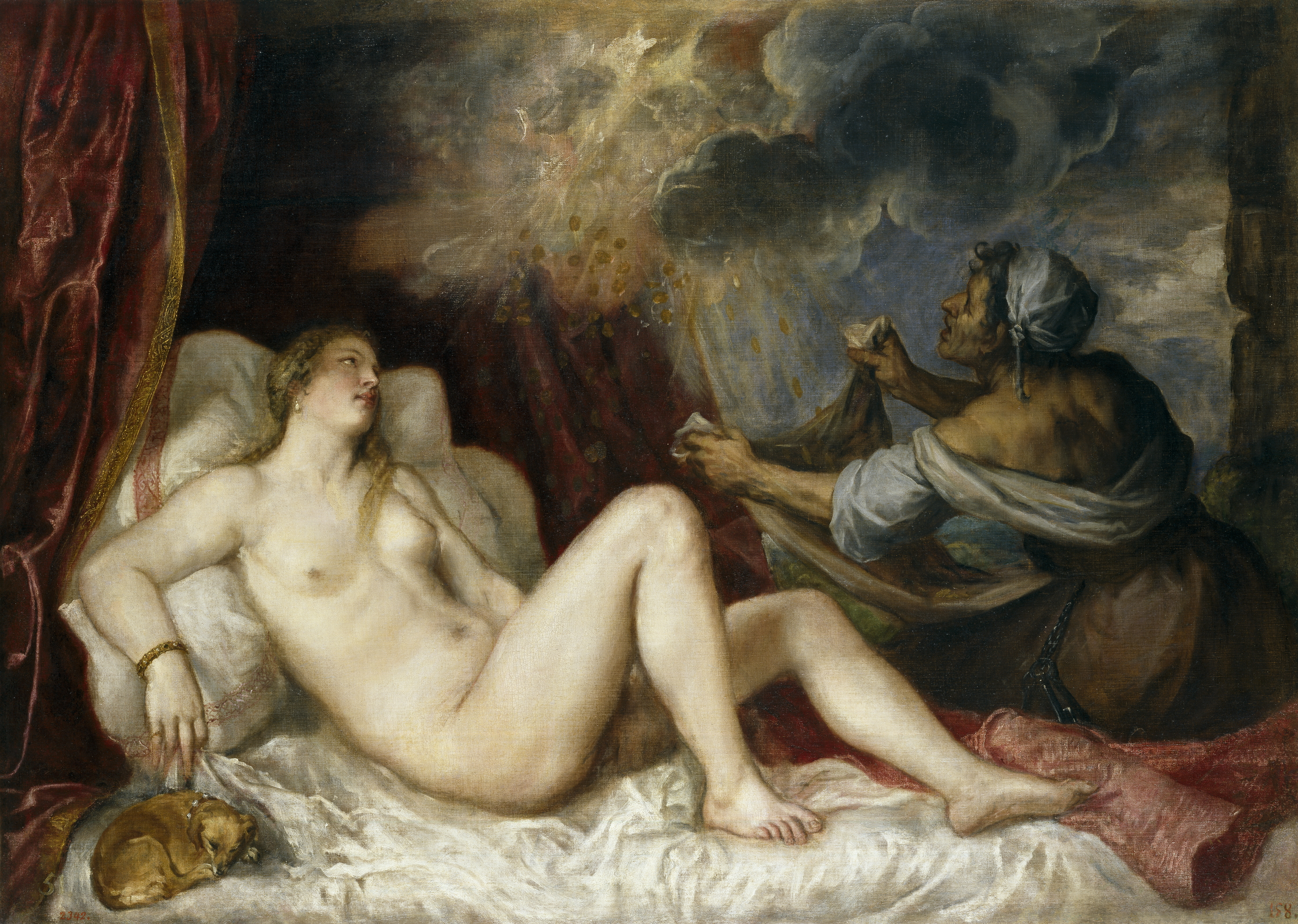
Dânae, por Ticiano inspirada em Ovídio (Metamorfoses), ilustrando a princesa no momento em que é fecundada por uma chuva de ouro.

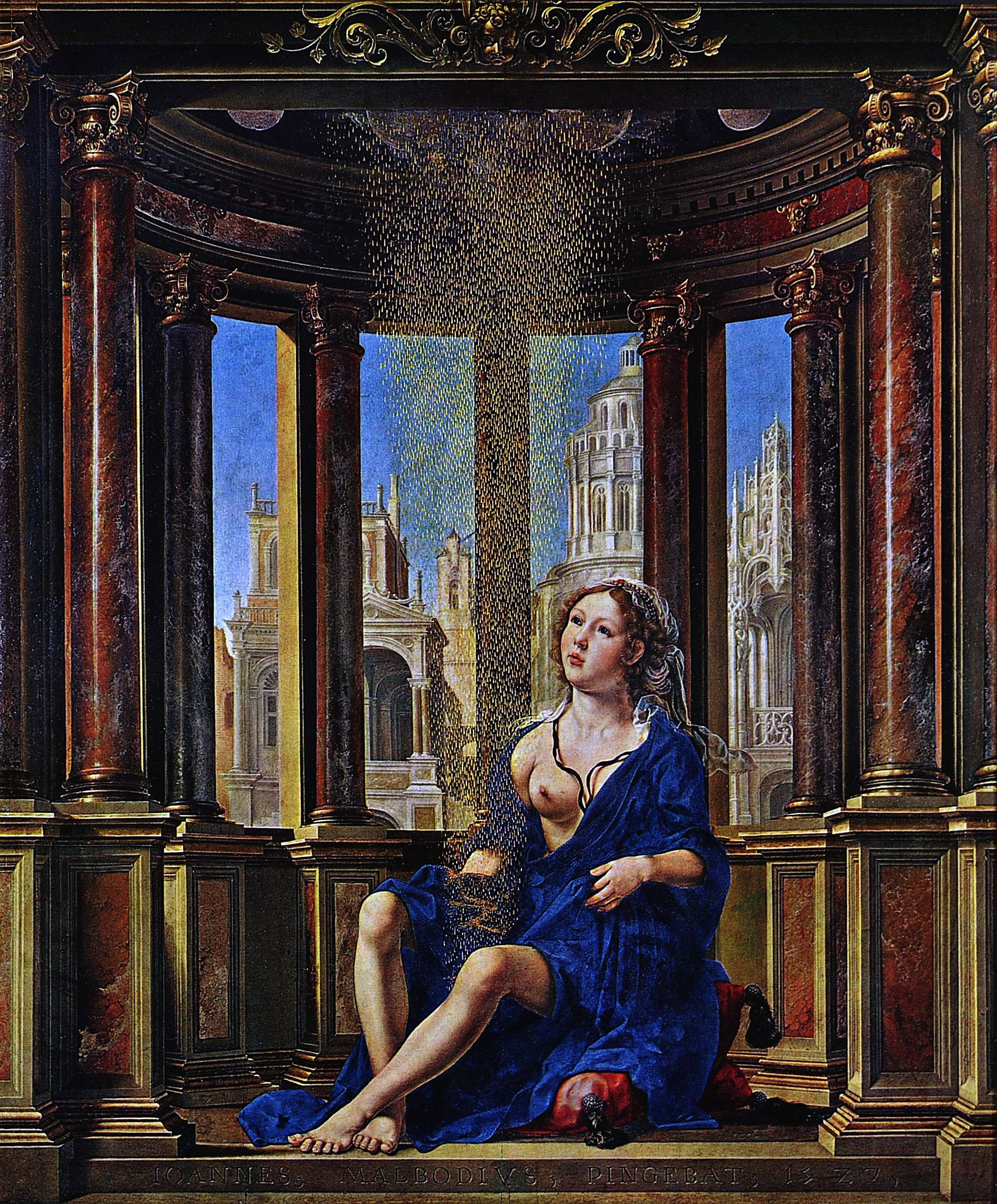
Dânae por Mabuse (1527). A fecundação de Dánae.

Dânae (ou Dánae) foi, segundo a mitologia grega, uma princesa que foi alvo do amor de Zeus, de quem teve um filho. Dânae era filha de Acrísio, rei de Argos, e de Eurídice.

## O mito
Desapontado por não ter herdeiros masculinos, Acrísio procura um oráculo, o qual lhe respondeu que, mesmo que se escondesse nos confins da Terra, seria morto pelo seu neto, filho de Dânae.
A princesa era ainda virgem e, para que jamais tivesse um filho, o rei aprisionou-a numa torre de bronze (segundo a tradição, poderá tê-la escondido também num quarto subterrâneo, cujas paredes se ergueram em bronze, ou numa caverna), que manteve constantemente vigiada por seus guardas mais valorosos. Pretendia, assim, evitar que ela lhe desse um herdeiro, seu futuro assassino.
Apesar de todos esses cuidados, Zeus, tomado de amores pela jovem e bela princesa, transmuta-se numa chuva de ouro, e penetra no edifício por um orifício no teto deste, caíndo sobre o colo de Dânae, engravidando-a.
Para alguns autores, esta forma alegórica subentende que o deus havia em verdade subornado regiamente aos vigias, a fim de assim entrar no claustro em que sua amada estava presa. Dânae é heptaneta de Urano, hexa-neta de Cronos e penta-neta de Posidão.

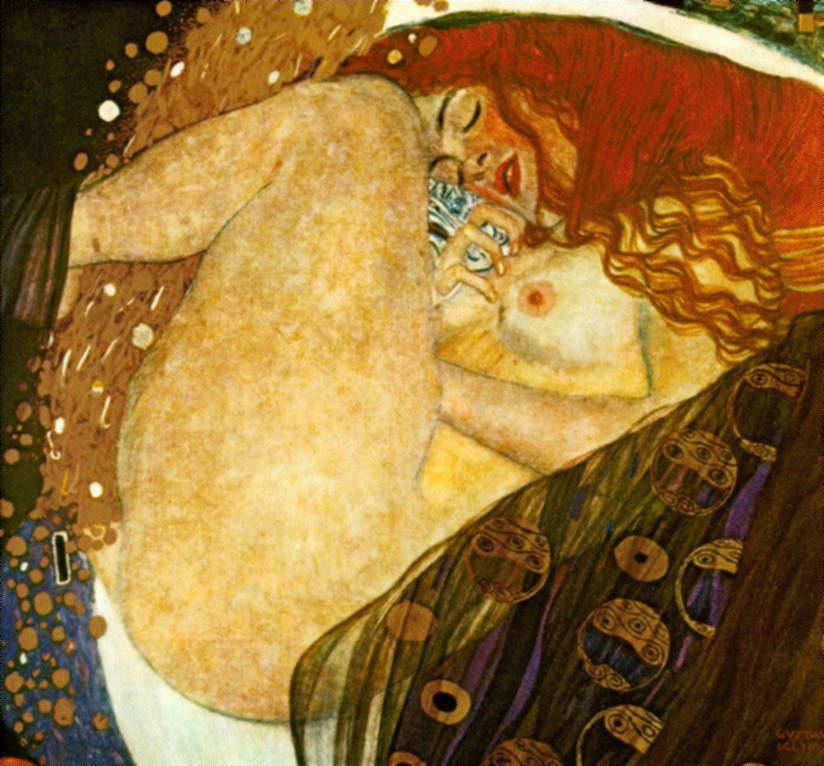
A fecundação de Dânae, por Klimt.

Foi assim gerado Perseu. Tomando ciência do ocorrido, ordenou Acrísio que fossem, mãe e filho, lançados ao mar, dentro de um baú de madeira. Foi a solução encontrada para que não atraísse contra si a ira do deus, matando-lhe um filho: as águas, supostamente, matá-los-iam.
Mas o destino não favoreceu Acrísio: a pedido de Zeus, Poseidon  acalmou os mares, e ambos sobreviveram. Levados pelas correntes até a ilha de Sérifo, foram encontrados por pescadores que então os levaram até o monarca local, Polidectes.
Acolhidos por Dites (ou Dictis), irmão do soberano, este educa a criança. O rei acaba apaixonando-se por Dânae. Após alguns anos, pretende desposá-la mas, temendo que o jovem filho se opusesse, ordena-lhe que mate a terrível Medusa, esperando que este fracassasse, morrendo. Este monstro petrificava todos aqueles atingidos por seu olhar, mas o jovem herói consegue realizar seu intento e, na volta, jogos atléticos comemorativos são realizados em Lárissa.
Ali, na plateia, está presente o rei Acrísio. Este é alvejado por um dardo (ou disco, nalgumas versões) lançado por Perseu, cumprindo assim a profecia.

## Simbologia

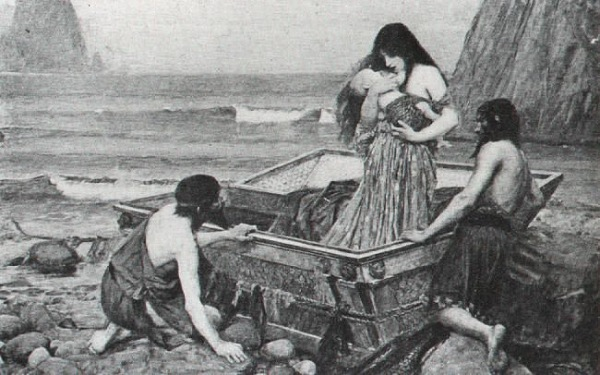
Dânae por Waterhouse (1892). Dânae e seu filho, Perseu, são lançados ao mar.

Interpreta-se este mito como sendo a chuva a fertilizar o solo com suas gotas douradas. Dânae significaria, assim, a terra ávida pela umidade, que apenas o Zeus poderia fecundar.

## Variantes do mito
A Dânae é atribuída a fundação da cidade de Ardea, na região de Lácio - hoje uma comuna de Roma.

## Genealogia
Árvore genealógica baseada em Pseudo-Apolodoro:
| Abas    | Abas    | Abas    | Abas    | Abas    | Abas    |  |  |  |  |  |  | Aglaia | Aglaia | Aglaia | Aglaia | Aglaia | Aglaia |       |       |       |       |       |       |        |  |  |  | Lacedemão | Lacedemão | Lacedemão | Lacedemão | Lacedemão | Lacedemão |  |  |  |  |  |  |               |               |               |               |               |               |  |  |  |  |  |  |  |  |  |  |  |  |  |  |  |  |  |  |
| Abas    | Abas    | Abas    | Abas    | Abas    | Abas    |  |  |  |  |  |  | Aglaia | Aglaia | Aglaia | Aglaia | Aglaia | Aglaia |       |       |       |       |       |       |        |  |  |  | Lacedemão | Lacedemão | Lacedemão | Lacedemão | Lacedemão | Lacedemão |  |  |  |  |  |  |               |               |               |               |               |               |  |  |  |  |  |  |  |  |  |  |  |  |  |  |  |  |  |  |
|         |         |         |         |         |         |  |  |  |  |  |  |        |        |        |        |        |        |       |       |       |       |       |       |        |  |  |  |           |           |           |           |           |           |  |  |  |  |  |  |               |               |               |               |               |               |  |  |  |  |  |  |  |  |  |  |  |  |  |  |  |  |  |  |
|         |         |         |         |         |         |  |  |  |  |  |  |        |        |        |        |        |        |       |       |       |       |       |       |        |  |  |  |           |           |           |           |           |           |  |  |  |  |  |  |               |               |               |               |               |               |  |  |  |  |  |  |  |  |  |  |  |  |  |  |  |  |  |  |
|         |         |         |         |         |         |  |  |  |  |  |  |        |        |        |        |        |        |       |       |       |       |       |       |        |  |  |  |           |           |           |           |           |           |  |  |  |  |  |  |               |               |               |               |               |               |  |  |  |  |  |  |  |  |  |  |  |  |  |  |  |  |  |  |
| Acrísio | Acrísio | Acrísio | Acrísio | Acrísio | Acrísio |  |  |  |  |  |  | Preto  | Preto  | Preto  | Preto  | Preto  | Preto  |       |       |       |       |       |       |        |  |  |  | Eurídice  | Eurídice  | Eurídice  | Eurídice  | Eurídice  | Eurídice  |  |  |  |  |  |  |               |               |               |               |               |               |  |  |  |  |  |  |  |  |  |  |  |  |  |  |  |  |  |  |
| Acrísio | Acrísio | Acrísio | Acrísio | Acrísio | Acrísio |  |  |  |  |  |  | Preto  | Preto  | Preto  | Preto  | Preto  | Preto  |       |       |       |       |       |       |        |  |  |  | Eurídice  | Eurídice  | Eurídice  | Eurídice  | Eurídice  | Eurídice  |  |  |  |  |  |  |               |               |               |               |               |               |  |  |  |  |  |  |  |  |  |  |  |  |  |  |  |  |  |  |
|         |         |         |         |         |         |  |  |  |  |  |  |        |        |        |        |        |        |       |       |       |       |       |       |        |  |  |  |           |           |           |           |           |           |  |  |  |  |  |  |               |               |               |               |               |               |  |  |  |  |  |  |  |  |  |  |  |  |  |  |  |  |  |  |
|         |         |         |         |         |         |  |  |  |  |  |  |        |        |        |        |        |        | Dânae | Dânae | Dânae | Dânae | Dânae | Dânae |        |  |  |  |           |           |           |           |           |           |  |  |  |  |  |  | Zeus ou Preto | Zeus ou Preto | Zeus ou Preto | Zeus ou Preto | Zeus ou Preto | Zeus ou Preto |  |  |  |  |  |  |  |  |  |  |  |  |  |  |  |  |  |  |
|         |         |         |         |         |         |  |  |  |  |  |  |        |        |        |        |        |        | Dânae | Dânae | Dânae | Dânae | Dânae | Dânae |        |  |  |  |           |           |           |           |           |           |  |  |  |  |  |  | Zeus ou Preto | Zeus ou Preto | Zeus ou Preto | Zeus ou Preto | Zeus ou Preto | Zeus ou Preto |  |  |  |  |  |  |  |  |  |  |  |  |  |  |  |  |  |  |
|         |         |         |         |         |         |  |  |  |  |  |  |        |        |        |        |        |        |       |       |       |       |       |       |        |  |  |  |           |           |           |           |           |           |  |  |  |  |  |  |               |               |               |               |               |               |  |  |  |  |  |  |  |  |  |  |  |  |  |  |  |  |  |  |
|         |         |         |         |         |         |  |  |  |  |  |  |        |        |        |        |        |        |       |       |       |       |       |       | Perseu |  |  |  |           |           |           |           |           |           |  |  |  |  |  |  |               |               |               |               |               |               |  |  |  |  |  |  |  |  |  |  |  |  |  |  |  |  |  |  |

## Galeria

Danaë na arte
Danaë de Rembrandt, c. 1636.
Correggio's Danaë, 1531–1532.
Danaë e a chuva de ouro de Léon Comerre, 1908.
Adolf Ulrik Wertmüller, Danaë e a chuva de ouro, 1787
Danaë por Orazio Gentileschi